# Kocsér
Kocsér är en ort i Ungern.   Den ligger i provinsen Pest, i den centrala delen av landet, 90 km sydost om huvudstaden Budapest. Kocsér ligger 100 meter över havet och antalet invånare är 2 096.
Terrängen runt Kocsér är mycket platt. Runt Kocsér är det glesbefolkat, med 18 invånare per kvadratkilometer. Närmaste större samhälle är Nagykőrös, 11,3 km väster om Kocsér. Trakten runt Kocsér består till största delen av jordbruksmark.